# Bojga hnědá
Bojga hnědá (Boiga irregularis) je stromový had z čeledi užovkovitých pocházející z Austrálie a Indonésie. Jeho invaze na ostrov Guam, která započala někdy ve 40. až 50. letech 20. století, představuje jednu z nejagresivnějších ekologických invazí, jakou kdy lidstvo zaznamenalo.

## Popis a ekologie
Bojga je žlutý, žlutohnědý, hnědý, zelený nebo hnědozelený had s hlavou relativně velkou (vzhledem ke zbytku těla). Tělo je štíhlé, přizpůsobené rychlému pohybu po stromech. Obvykle dosahuje délky okolo 1,7 metru, ale výjimečně může měřit až ke 3 metrům. Hmotnost dospělých bojg se pohybuje od 60 do 2300 gramů, v průměru jde o 523 gramů. Zrak má dobře vyvinutý.

### Chování
Jde o plaché a striktně noční zvíře, přes den se skrývá. Vůči potenciálnímu predátorovi se chová dosti agresivně a mnohdy zaujímá klasickou výhrůžnou S-pozici.

### Potrava

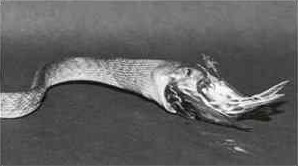
Bojga hnědá požírající ptáka

Živí se širokou škálou kořisti, které dominují malí obratlovci. Jde především o ptáky, malé hlodavce (myši, krysy), plazy a obojživelníky. Zabíjí buď svým jedem nebo sevřením a udušením oběti svým tělem.

### Predace
Bojga hnědá se může stát kořistí divokých prasat, dravých ptáků, varanů a některých jiných hadů. Na Guamu zřejmě nemá přirozené nepřátele.

### Rozmnožování
Bojgy jsou vejcorodé. Samice kladou dvakrát ročně 3 až 12 vajec. Využívají k tomu dutiny stromů, jeskyně a jiné skrýše. Mladí hadi se vyklubou po asi 90 dnech a dosahují délky okolo 50 cm. Pohlavně dospívají po 3 až 4 letech. Samice po nakladení svá vejce opouštějí a o budoucí potomstvo se nestarají. V přírodě se bojgy hnědé dožívají obvykle 10 až 15 let.

### Jed
Jed bojgy hnědé není příliš účinný, zdravého člověka obvykle nezabije, není-li alergický. Nebezpečný však může být starším a nemocným lidem nebo malým dětem. Uštknutí obvykle jen bolí a zraněného někdy dočasně oslabí.

## Rozšíření

Časový vývoj invaze bojgy hnědé na ostrově Guam

Bojga hnědá se přirozeně vyskytuje v severní a východní Austrálii, východní Indonésii, na Nové Guineji a Šalomounových ostrovech. Jako agresívní invazní druh se zachytila na Guamu. Jednotliví jedinci byli dále zaznamenáni na těchto nepůvodních lokalitách: Havajské ostrovy, Texas, Okinawa atd.

### Invaze na Guamu
Krátce po druhé světové válce se několik těchto hadů (nebo jen oplodněná samička) dostalo na ostrov Guam, který byl do té doby prost jakýchkoliv podobných predátorů. Předpokládá se, že jako dopravce posloužila americká válečná loď nebo nějaký materiál, v němž se had(i) skryl(i). Na Guamu nalezl(i) ideální prostředí a začal(i) se exponenciálně množit.
Zhruba v polovině 60. let byl rozšířen na polovině ostrova, v roce 1968 již prokazatelně žil na celém jeho území. V dnešních dnech má jeho populace hustotu 3 000 jedinců na čtvereční míli. Důsledkem tohoto přemnožení je vyhubení 10 z 12 ptačích druhů žijících na ostrově před invazí (viz muchálek guamský), zbylé jen tak tak přežívají, zpravidla na speciálních lokalitách, kde jsou před hady chráněni. Těžce decimováni jsou též pozemní a stromoví obratlovci, především ještěrky (vyhubení 2 z 11 původních druhů), naopak se přemnožili pavouci.
Had škodí i lidským obyvatelům ostrova. Na denním pořádku jsou uštknutí lidí či výpadky proudu – od roku 1978 bylo zaznamenáno nejméně 1 600 velkých výpadků elektrického proudu vzniklých vyzkratováním elektrického vedení hady, kteří vyšplhali na stožáry nebo vnikli do transformátorů.
Z důvodu snahy o vyhubení populace bojgy hnědé vysypávají vrtulníky nad ostrovem mrtvé myši, naplněné dávkami 80 mg paracetamolu, který je pro hady vysoce toxický a způsobuje pomalou a bolestivou smrt.
Redukci přemnožených bojg si vzala na starosti i samotná příroda. Větší a starší jedinci už zjevně trpí stresem z přemnožení a nedostatku potravy, což snižuje jejich rozmnožovací schopnost. Hadi z Guamu jsou v horší fyzické kondici než ti z Austrálie. Podle dat z roku 2005 se divoká populace na Guamu samovolně snižuje.